# Фицрой, Генри, 1-й герцог Графтон
Генри Чарльз Фицрой, 1-й герцог Графтон (англ. Henry Charles FitzRoy, 1st Duke of Grafton; 28 сентября 1663, Уайтхолльский дворец, Лондон — 9 октября 1690, Корк, Ирландия) — английский государственный и военный деятель, внебрачный сын короля Карла II Стюарта и Барбары Вильерс. Вице-адмирал Англии (1682—1689) и бригадный генерал английской армии (с 1688 года).

## Биография
Генри Фицрой родился 28 сентября 1663 года в Уайтхолльском дворце в Лондоне. Он был внебрачным сыном короля Англии Карла II Стюарта и Барбары Вильерс, единственного ребёнка Уильяма Вильерса, 2-го виконта Грандисона. 1 августа 1672 года девятилетнего Генри женили на четырёхлетней Изабелле Беннет, дочери и наследнице Генри Беннета, 1-го графа Арлингтона. 16 августа того же года он получил барона Садбери, виконта Ипсвича и графа Юстона, а 1 сентября 1675 стал герцогом Графтоном. 7 ноября 1679 года состоялась свадебная церемония. В 1683 году герцогиня родила сына Чарльза, а в 1685 году, после смерти отца, стала 2-й графиней Арлингтон; Генри стал графом Арлингтоном jure uxoris.
Фицрой получил воспитание моряка. 31 августа 1680 года он стал кавалером ордена Подвязки, в 1681 году был назначен полковником гренадерской гвардии. Военную службу герцог начал в 1684 года, приняв участие в осаде Люксембурга. В 1685—1687 годах он занимал пост вице-адмирала Узких морей. Во вемя коронации Якова II сэр Генри исполнял обязанности лорда-констебля Англии. Во время восстания герцога Монмута он командовал правительственными войсками в графстве Сомерсет (1685), но во время Славной революции поддержал Вильгельма Оранского. 9 ноября 1688 года он был назначен бригадным генералом.
27-летний Генри Фицрой умер в Ирландии в 1690 году от ранения, полученного при штурме Корка. Его тело привезли в Англию для погребения.
В октябре 1697 года его вдова вышла замуж за сэра Томаса Хенмера, 4-го баронета (1677—1746), который впоследствии стал спикером Палаты общин. Она умерла в 1723 году.

## Наследие
Герцог Графтон владел землей в тогдашней сельской местности близ Дублина, Ирландия, которая позже стала частью города. Проселочная дорога на этой земле со временем превратилась в Графтон-стрит, одну из главных улиц Дублина. Графтон-аллея в Корке, недалеко от того места, где его застрелили, тоже носит его имя.